# Acacia cummingiana
Acacia cummingiana är en ärtväxtart som beskrevs av Bruce R. Maslin. Acacia cummingiana ingår i släktet akacior, och familjen ärtväxter. Inga underarter finns listade i Catalogue of Life.